# Нисово
Нѝсово е село в Северна България. То се намира в община Иваново, област Русе.

## География
Селото се намира на 28 км от областния център град Русе.

## История
Създадено по времето на османска власт, името му идва от „исо“ – студена, бистра вода.

## Културни и природни забележителности
На няколко километра от него има вековен бял бряст, който е съборен по време на буря. Прекрасната природа около него магнетично привлича посетителите. Според вярването, който напише на листче желание и го пусне в лъкатушещата река, то дядо Бряст непременно ще му го изпълни.
Друг интересен обект са гробищата, известни сред местните хора като римски. На всеки от тях има кръст и интересни означения за възрастта, социалното положение и дори професията на починалия. За тях се предполага, че датират от 12-13 век, но поради неизвършените археологически проучвания не е изяснено. Професор Николай Овчаров изказва теорията, че гробищата може да са на рицари тамплиери и през 2007 г. започва проучване. Според директора на Регионалния исторически музей в град Русе д-р Ненов, в гробищата, известни още и като „Конските гробища“, са погребани местни жители, загинали от чума в старо селище, което се е намирало на мястото.
По брега на Малък Лом се достига до голям скален манастир „Св. Константин и Елена“. Запазени са скални рисунки, а отгоре се открива величествената гледка към Русенския природен парк.
Срещу скалния манастир се намира т.нар. Еврейска дупка, в която през Втората световна война са търсели спасение евреи.

## Редовни събития
Редовните събития са отбелязването на празници и обичаи, свързани с бита на българина. Тъй като населението е предимно застаряващо, може да се получи интересна информация за стари обреди и обичаи, празнувани в техните младини. Традициите в Нисово още битуват и се спазват по оригинален начин. Поколения наред в селото минават коледари, лазарки и др. Коледарите всяка година са вестителите на доброто и благополучието. Във всеки нисовски дом ги очакват по традиция „кравайчета“, вино и любовта и благословията на домакина. Момците се обличат с ямурлуци, калпаци, носят тояжки, като по този начин пресъздават и продължават вече умиращите традиции. Тези млади момчета обикновено са внуците на коренното население на селото. Техен аналог от „момичешката“ пролетна обредност са лазарките. Те са облечени с типичните за района носии: дълга риза, карлянка, елече, забрадка, венче и омъжените – пафти, символ на целомъдрието на омъжената жена. Те обикалят по домовете, където този път вече домакините ги посрещат с яйца, сладки и пролетни цветя. Това все още се случва всяка година и Нисово е едно от малкото села, където може да се видят тези български обичаи. 
Други редовни събития са изпращането на първокласниците и летните тържества, организирани от библиотекарката на селото. Всяка година се изпращат учениците за първия учебен ден с тържество. В него вземат участие най-малките деца от селото, на които им предстои да станат ученици или да преминат в по-горен клас. Тържеството се състои от песни – народни или чужди, както и хорà, танци и стихотворения. В село Нисово всяко лято децата се организират и радват селяните с песни и танци. Тържествата са за откриване на лятото и закриване на лятото.